# Lycomorphodes bicolor
Lycomorphodes bicolor là một loài bướm đêm thuộc phân họ Arctiinae, họ Erebidae.